# Munkförband

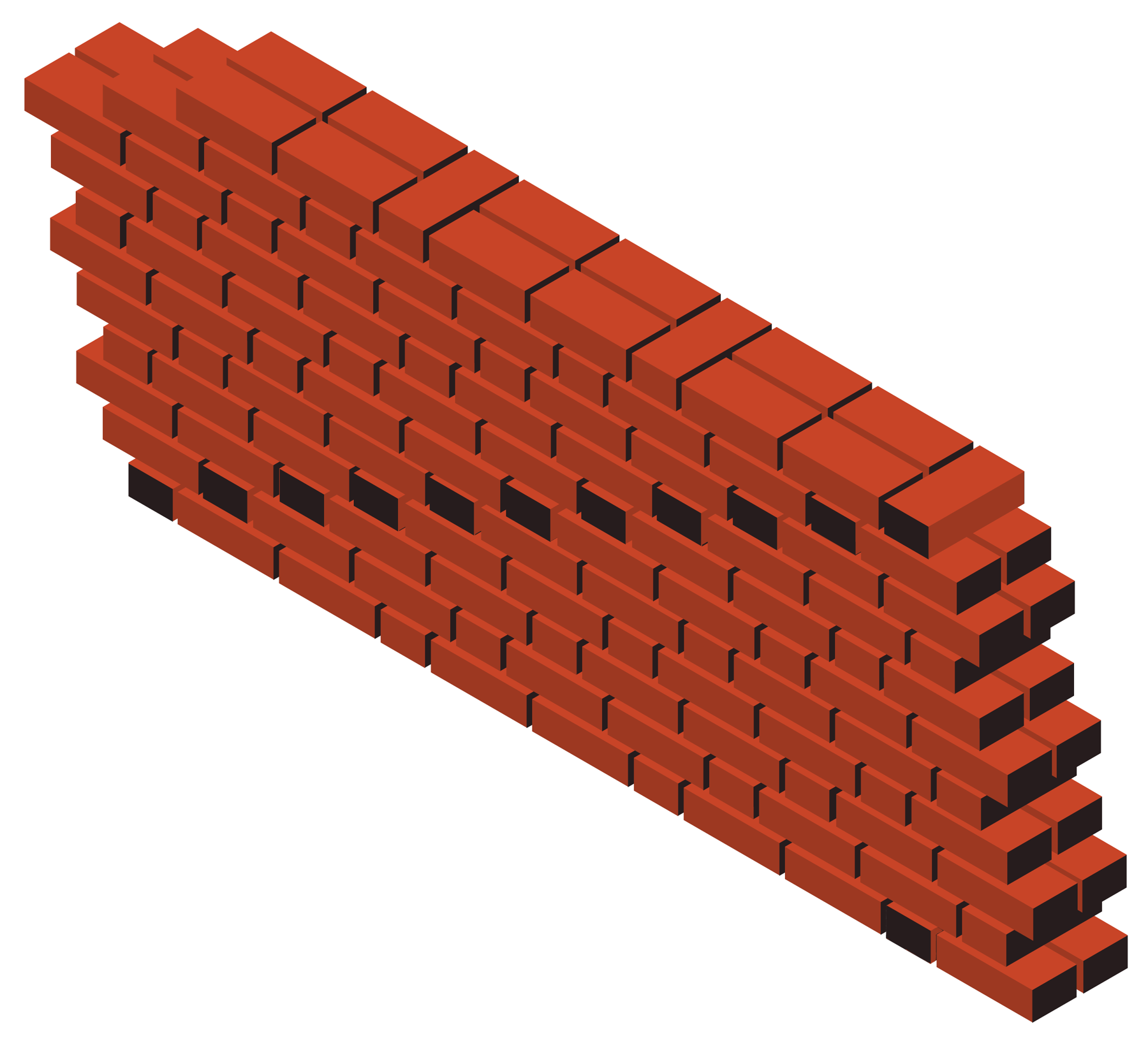
10-skiftigt munkförband med löpande kopp

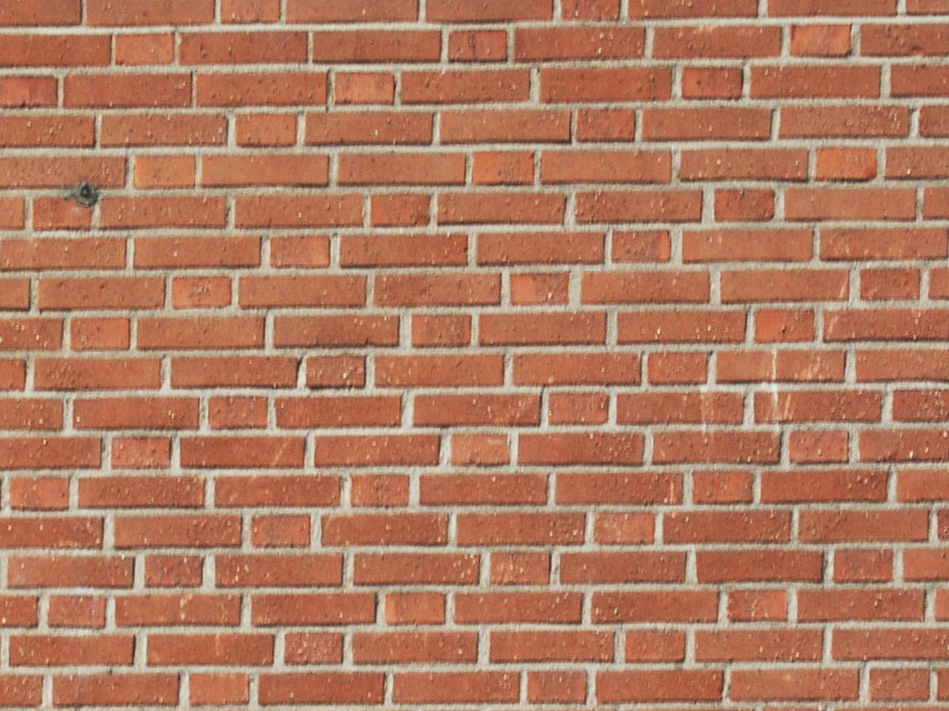
10-skiftigt munkförband med löpande kopp

Munkförband, murförband (sammanfogning) i tegelmurning bestående av två löpare omväxlande med en koppsten i varje skift. Genom att förskjuta skiften olika mycket kan man åstadkomma flera förband med olika karaktär:
Munkförband var det vanligaste murförbandet under medeltiden och förekom redan i Romarriket.
- 10-skiftigt munkförband med springande kopp - Stenarna förskjuts så att skiften upprepar sig efter vart tionde skift. Detta får till effekt att man kan följa en koppsten som "springer" diagonalt uppåt längs med fasaden.[1]

- 4-skiftigt munkförband - Skiften upprepar sig vart fjärde skift. Koppstenarna i andra och tredje skift ligger förskjutna tre mursteg, ett så kallat långt steg.[1]

- Blixtförband - 4-skiftigt förband där vartannat skift muras med endast löpstenar, som ger en mönsterverkan i murens fogar, vilka bildar ett sick-sackmönster i fasaden. Förbandet innehåller dock mindre än 20% bindare att hålla ihop murarna med.[1]

- 2-skifts munkförband med stående kopp - I vartannat skift står kopparna över varandra. Koppen framträder kraftigt i vertikalt mönster.[3]